# Музей декоративно-прикладных искусств (Рига)
Музей декоративного искусства и дизайна (латыш. Dekoratīvi lietišķās mākslas muzeju) — музей в Риге (улица Скарню, д. 10/20), экспозиция которого посвящена латвийскому национальному декоративно-прикладному искусству.

## История
Открыт 6 июля 1989 года в бывшей Георгиевской церкви ордена меченосцев в Риге.
Латвийское профессиональное декоративное искусство, вдохновленное периодом национального пробуждения, основывается на традициях народных ремёсел. В первой половине XX века в Латвии вёлся поиск своей национальной идентичности в области декоративно-прикладного искусства. Видные мастера Юлий Мадерниекc (1870—1955), Юлий Страуме (1874—1970), Ансис Цирулис (1883—1942), Екабс Бине (1895—1955), Арвид Дзервитис (1847—1942) и другие были вовлечены в этот поиск.
В экспозиции музея представлены произведения из текстиля, керамики и фарфора, металла, дерева, стекла, кожаные изделия.
Музей владеет самой большой коллекцией произведений основателей Латвийского модернизма, художников росписи фарфора мастерской Балтарс — Романа Суты (1896—1944), Александры Бельцовой (1892—1981), Сигизмунда Видбергса (1890—1970).
Коллекция охватывает период с конца XIX века по настоящее время.